# Krzysztof Biliński
Krzysztof Biliński (ur. 1962 r.) – profesor nauk humanistycznych, kierownik Zakładu Historii Literatury Pozytywizmu i Młodej Polski Uniwersytetu Wrocławskiego. Specjalizuje się w historii literatury polskiej XIX i XX w.

## Życiorys
W 1981 ukończył IX Liceum Ogólnokształcące im. Juliusza Słowackiego we Wrocławiu. W latach 1986–1989 Krzysztof Biliński był nauczycielem języka polskiego w XIV Liceum Ogólnokształcącym we Wrocławiu. Po obronie pracy doktorskiej w roku 1990 pracował jako adiunkt w Zakładzie Literatury Polskiej XIX wieku w Instytucie Filologii Polskiej, w 1999 roku habilitował się, a w roku 2006 uzyskał tytuł profesora.
Jest również profesorem Wyższej Szkoły Teologiczno-Humanistycznej w Podkowie Leśnej (zajęcia z zakresu historii filozofii, logiki i teorii poznania, etyki, antropologii kulturowej oraz erystyki i retoryki).
Od 2011 roku kierownik Zakładu Historii Literatury Pozytywizmu i Młodej Polski w Instytucie Filologii Polskiej Uniwersytetu Wrocławskiego.

## Wybrane prace naukowe
- Motyw bitwy legnickiej w literaturze polskiej, Śląski Labirynt Krajoznawczy, 1, 39-41.
- Modernizm katolicki w dramatach Antoniego Szandlerowskiego, Prace Literackie, XXII, 81-98.
- Dziewiętnastowieczne śląskie herezje w ich dziejowym rozwoju, Annales Silesiae, XXII, 53-62.
- Echa Swedenborga w twórczości Adama Mickiewicza, [w:] J. Kolbuszewski [red.], Księga w 170 rocznicę wydania „Ballad i romansów” Adama Mickiewicza, Wrocław: Uniwersytet Wrocławski, 177-186.
- Odnaleziony rękopis księdza Statecznego, Annales Silesiae, 23, 137-139.
- Problematyka śląska w badaniach Stanisława Kolbuszewskiego, [w:] W. Dynak [red.], Stanisław Kolbuszewski (1901-1965), [Acta Universitatis Wratislaviensis 1432], Wrocław: Wydawnictwo Uniwersytetu Wrocławskiego, 93-105.
- Biliński K. [red.], Literackie przejawy modernizmu katolickiego w Polsce. O twórczości Franciszka Statecznego, Antoniego Szandlerowskiego i Izydora Wysłoucha, Gdańsk.
- Nie notowany list Władysława Reymonta, Ruch Literacki, 35, 551-553.
- „Szkoła polska gospodarstwa społecznego” Józefa Supińskiego i jej recepcja w pozytywizmie, [w:] E. Paczoska, J. Sztachelska [red.], Książka pokolenia. W kręgu lektur polskich doby postyczniowej, Białystok, 65-77.
- Fredro - homo religiosus, [w:] J. Kolbuszewski [red.], Księga w dwusetną rocznicę urodzin Aleksandra Fredry, Wrocław, 57-67.
- Cmentarze pohusyckie na Śląsku na tle nekropolii w Zelowie, Annales Silesiae, 24, 55-60.
- Monografia Wincentego Ogrodzińskiego o księdzu Franciszku Euzebiuszu Statecznym i jej dzisiejsza ocena, [w:] M. Pawłowiczowa [red.], Książka polska na Śląsku w latach 1922-1945: zarys problematyki, Katowice: Śląsk, 38-45.
- Rosyjskie elegie Adama Mickiewicza, A.Mickiewicz - w istorii Rossii, Poll’szy i Jewropy. Tiezisy dokładow i materiały, Sankt-Petersburg, 33.
- Odeskie elegie Adama Mickiewicza, Ruch Literacki, 36, 243-247.
- Listy Władysława Stanisława Reymonta do Wilhelma Feldmana, Prace Literackie, (34), 117-119.
- O erotyzmie „Antka” Bolesława Prusa, Prace Literackie, L, 91-101.
- Nie publikowana korespondencja księdza Franciszka Statecznego, Śląskie Miscellanea, 8, 25-29.
- List Juliusza Osterwy do Stefana Krzywoszewskiego, Notatnik Teatralny, (11), 172-173.
- Nieznana notatka Kazimierza Brodzińskiego, Pamiętnik Literacki, 87, 153-154.
- Z nie publikowanej korespondencji Gabrieli Zapolskiej, Przegląd Humanistyczny, 135-137.
- Z nie publikowanej korespondencji Tadeusza Micińskiego, Ruch Literacki, 37, 89-90.
- Świadomość tożsamości w „Pamiętniku” Jana Wantuły, [w:] J. Malicki, K. Heska-Kwaśniewicz [red.], Śląskie Miscellanea, t. 9, [Prace Komisji Historycznoliterackiej 19], Katowice, 41-46.
- Krytyczne uwagi o wczesnym pisarstwie Alfreda Szklarskiego, [w:] M. Pawłowiczowa [red.], Książka na Śląsku w latach 1945-1956. Zarys problematyki, Katowice, 323-330.
- Ślady Swedenborga w „Marii” Antoniego Malczewskiego, [w:] H. Krukowska [red.], Antoniemu Malczewskiemu w 170 rocznicę pierwszej edycji „Marii”, Białystok: Wydawn. Filii Uniwersytetu Warszawskiego, 305-313.
- Śląskoznawczy dorobek polonistyki, Prace Literackie, (35), 203-209.
- Norwidowska krytyka negatywnych zjawisk w Kościele, Poznańskie Studia Polonistyczne, IV, [Seria Literacka], 179-191.
- Motyw papieża w „Kordianie” na tle biblijnej historiozofii dramatu, Prace Polonistyczne, LII, 179-190.
- Swedenborg a „Zdania i uwagi” Adama Mickiewicza, Przegląd Humanistyczny, (4), 164-171.
- Biblijne konteksty w „Pieśni o Wiklefie” Jędrzeja Gałki z Dobczyna, Pamiętnik Literacki, 88, 139-144.